# Акиллини, Алессандро
Алессандро Акиллини (иногда называемый Алессандро Ахиллини или Александро Акиллини; итал. Alessandro Achillini; 1463, Болонья — 2 августа, 1512, там же) — итальянский анатом и философ

. Прозван «вторым Аристотелем».

## Биография
Алессандро Акиллини родился в 1463 году в Болонье, был профессором университетов в Падуе и Болонье, где и умер 2 августа 1512 года. Между врачами болонской школы он был одним из первых, которые прибегали к рассечению человеческих трупов. Его многочисленные анатомические сочинения сильно подвинули вперед эту науку.
Им написаны: «Corporis humani anatomia» (Венеция, 1521). Философские и физические трактаты его собраны в «Opera omnia» (Венеция, 1545; 1568); самый замечательный из них «De intelligentiis» (в 5 книгах).
Им открыт, в частности, выводной проток подчелюстной слюнной железы (1500), впоследствии названный в честь переоткрывшего его в 1656 году английского анатома Томаса Вартона (1614—1673) вартонов проток.
Современные авторы причисляют Акиллини, как философа, к Падуанской школе, развивавшей традиции аристотелизма. Для Падуанской школы свойственны черты средневекового свободомыслия. Она основывалась на положениях, материалистических по своей сути и плохо совместимых с церковной идеологией. Философы Падуанской школы в своих трудах опирались на такие представления, как несотворённость человеческого рода, его коллективное бессмертие, единая бессмертная душа человечества, смертность индивидуальной души, учение о несвободе человеческой воли и т. п.

## Семья
Его брат Джиованни Филотео Акиллини (Болонья; 1466—1538; там же) — известный в XV—XVI веках учёный и поэт, который основательно знал латинский и греческий языки и был весьма сведущим в богословии, философии и музыке. Кроме дидактических стихотворений — «II Viridario» (Болонья, 1513) и «II Fedele» (Болонья, 1523) им был издан «Annotazioni della lingua volgare» (Болонья, 1536).
Его внучатый племянник Клавдио Акиллини стал весьма известным в Италии учёным и поэтом.